# Lilium akkusianum
Lilium akkusianum är en liljeväxtart som beskrevs av Gämperle. Lilium akkusianum ingår i släktet liljor, och familjen liljeväxter. Inga underarter finns listade.

## Bildgalleri

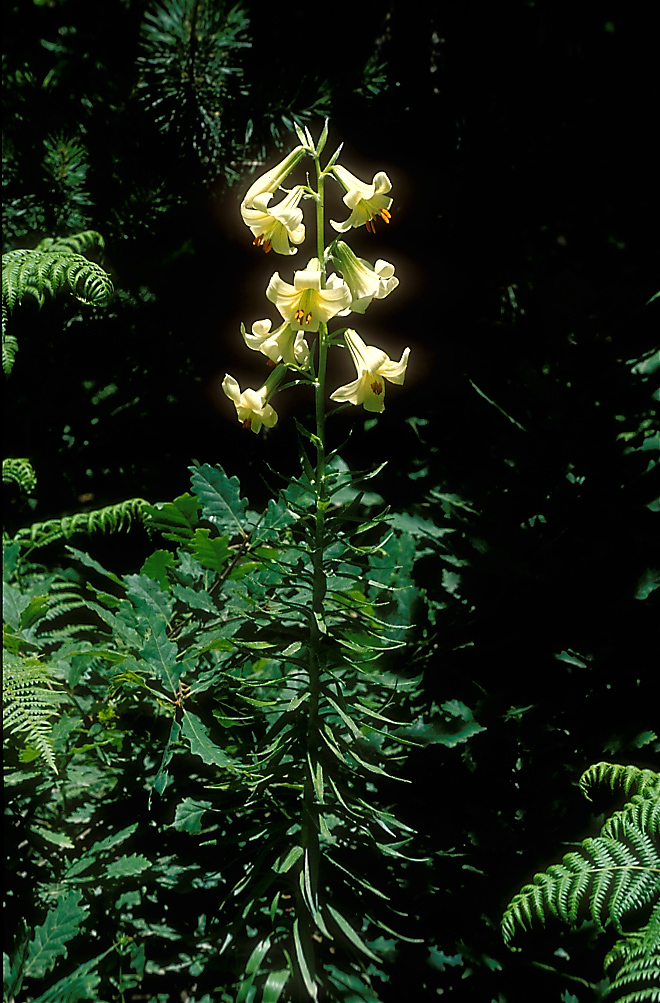
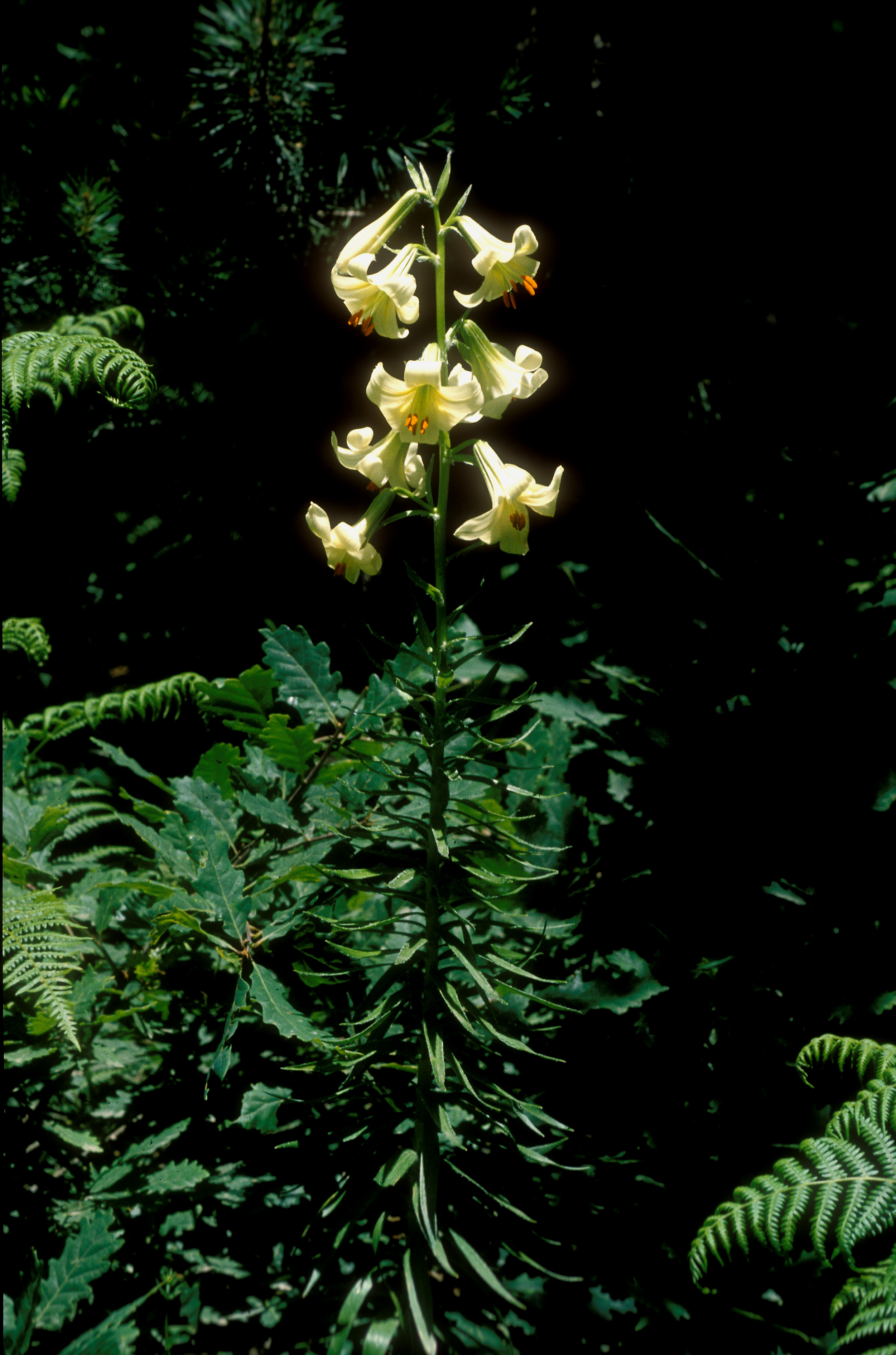